# Edibaldo Maldonado
Pour les articles homonymes, voir Maldonado.
Maldonado  Rayas est un nom espagnol. Le premier nom de famille, en général paternel, est Maldonado ; le second, en général maternel, souvent omis, est Rayas.
Edibaldo Maldonado Rayas, né le 27 avril 1993, est un coureur cycliste mexicain, spécialiste de la piste.

## Biographie
Il est condamné puis emprisonné fin mai 2014, pour abus sexuel aggravé sur une mineure.

## Palmarès sur piste

### Championnats du monde
- Cali 2014
  - 19e de la poursuite individuelle.
- Hong Kong 2017
  - 21e de l'omnium.
- Ballerup 2024
  - 16e de la course à l'élimination[2].

### Championnats panaméricains
- Mexico 2013
  -  Médaillé de bronze de la poursuite par équipes
- Aguascalientes 2018
  -  Médaillé de bronze de la poursuite par équipes
- Lima 2021
  -  Médaillé d'argent de la poursuite par équipes
  -  Médaillé de bronze de la poursuite individuelle
- Lima 2022
  -  Médaillé de bronze de la poursuite par équipes
- Los Angeles 2024
  -  Médaillé d'argent de l'américaine

### Jeux d'Amérique centrale et des Caraïbes
- Barranquilla 2018
  -  Médaillé d'or de la poursuite par équipes

### Championnats nationaux
- 2012
  -  Champion du Mexique de poursuite
  -  Champion du Mexique de poursuite par équipes (avec José Alfredo Aguirre, José Ramón Aguirre et Diego Yépez)
- 2013
  -  Champion du Mexique de poursuite
  -  Champion du Mexique de poursuite par équipes (avec José Alfredo Aguirre, José Ramón Aguirre et Diego Yépez)
- 2017
  -  Champion du Mexique de poursuite
  - 3e du championnat du Mexique du scratch
- 2018
  - 2e du championnat du Mexique de poursuite
  - 3e du championnat du Mexique de course à l'élimination
- 2019
  -  Champion du Mexique de poursuite
  - 2e du championnat du Mexique de poursuite par équipes
  - 3e du championnat du Mexique de l'omnium
- 2020
  -  Champion du Mexique de poursuite par équipes (avec Ulises Castillo, Ricardo Carreón et Tomás Aguirre)
  - 2e du championnat du Mexique de course à l'élimination
- 2021
  -  Champion du Mexique de poursuite
  - 2e du championnat du Mexique de course à l'élimination
  - 3e du championnat du Mexique de l'américaine
  - 3e du championnat du Mexique du scratch
- 2023
  -  Champion du Mexique de l'américaine (avec Ramón Muñiz)
  -  Champion du Mexique de poursuite par équipes (avec Ulises Castillo, René Corella et Fernando Nava)
  - 3e du championnat du Mexique de poursuite

## Classements mondiaux
| Année            | 2018 |
| ---------------- | ---- |
| UCI America Tour | 331e |